# Rose Abenkou
Rose Abenkou, née le 25 juillet 1994 à Yaoundé, est une joueuse franco-camerounaise de basketball, évoluant au poste de pivot.

## Carrière
Elle fait ses premiers pas dans le basketball à l'âge de 14 ans à Saint-Esteve. Elle est ensuite formée par le Perpignan Basket en Ligue et Ligue 2 féminine. En 2015, elle rejoint le club français Poinçonnet Basket où elle évolue jusqu'en 2018. Depuis 2019, elle évolue en club CABC Brive Basket en France.
Elle participe avec l'équipe du Cameroun au tournoi préolympique de basket-ball féminin 2016, aux huitièmes jeux de la francophonie ainsi qu'au Championnat d’Afrique de basket-ball féminin 2017 et 2019.